# Austrochthonius persimilis
Austrochthonius persimilis är en spindeldjursart som beskrevs av Beier 1930. Austrochthonius persimilis ingår i släktet Austrochthonius och familjen käkklokrypare. Inga underarter finns listade.